# バベシュ・ボーヤイ大学
バベシュ・ボーヤイ大学（Babeș-Bolyai University (ルーマニア語: Universitatea Babeș-Bolyai ルーマニア語発音: [ˈbabeʃ ˈbojɒ.i], ハンガリー語: Babeș-Bolyai Tudományegyetem)）は、1581年に創立されたルーマニアの大学。略称はUBB。43,000人の学生を擁するルーマニア最大の歴史ある総合大学で、東欧でも最も有名な大学の一つ。所在するクルージュ＝ナポカ市は、首都ブカレストから北西500kmの位置にあり、多くの博物館や大学がある学術都市である。
- 日本の協定校

- 愛媛大学
- 神戸大学
- 長岡技術科学大学[1]
- 福井大学
- 神奈川大学
- 國學院大學
- 法政大学
- 東京外国語大学

学内には日本文化センター（CCJ-UBB）が2017年に設置された。